# Rob Beenders
Rob Beenders (Bree, 26 april 1979) is een Belgisch politicus voor Vooruit en sinds februari 2025 de Minister van Consumentenbescherming, Sociale Fraudebestrijding, Personen met een handicap en Gelijke Kansen in de regering-De Wever.

## Biografie
Beenders werd geboren in 1979 als deel van een tweeling. Hij doorliep zijn secundaire studies aan het Koninklijk Atheneum te Maaseik en studeerde vervolgens in 2000 af als gegradueerde in de handelswetenschappen en de bedrijfskunde, optie internationale marketing aan de Provinciale Hogeschool te Hasselt. Van 2000 tot 2003 was hij product manager bij het Circuit van Zolder, in 2003 werkte hij even als expert bij de Vlaamse Overheid en van 2004 tot 2007 was hij product manager bij het vertaalbureau Elan Languages. In 2013 richtte Rob Beenders met zijn tweelingbroer het juwelenmerk Gemini Bracelets op, dat zich ging toeleggen op de productie van hoogkwalitatieve natuursteenarmbanden voor mannen en dat de broers tot in 2017 bleven leiden.  
In 2005 deed hij zijn intrede in de politiek op vraag van Herman Reynders, de toenmalige burgemeester van Hasselt. In 2006 nam hij er deel aan de gemeenteraadsverkiezingen. Beenders werd verkozen tot gemeenteraadslid en werd in januari 2007 schepen van Hasselt, met de bevoegdheden Verkeer, Huisvesting, Toerisme en Dierenwelzijn. Na de gemeenteraadsverkiezingen van oktober 2012 werd hij schepen van Mobiliteit en Sport. Eind 2014 nam hij ontslag als schepen om zich voltijds bezig te houden met zijn parlementair mandaat. Vervolgens werd hij sp.a-fractieleider in de gemeenteraad. Beenders bleef nog gemeenteraadslid van Hasselt tot aan het einde van de legislatuur eind december 2018.
Bij de Vlaamse verkiezingen van 25 mei 2014 stond Rob Beenders in de kieskring Limburg op de tweede plaats. Hij werd verkozen en zetelde tot eind mei 2019 in het Vlaams Parlement, waar hij vast lid was van de commissie Leefmilieu, Natuur, Ruimtelijke Ordening, Energie en Dierenwelzijn en zich vastbeet in de energie- en mobiliteitsdossiers. Van april 2016 tot mei 2019 hij bovendien als deelstaatsenator lid van de Belgische Senaat ter opvolging van Ingrid Lieten, die de nationale politiek verliet.
Bij de verkiezingen van 26 mei 2019 stelde Beenders geen kandidaat meer. Beenders stopte om gezondheidsredenen met de actieve politiek. Bij hem was immers de ziekte van Menière vastgesteld, waardoor hij last had van zware gehoorproblemen en een voltijdse politieke carrière niet meer tot de mogelijkheden behoorde. Uiteindelijk kon hij zijn gezondheidsproblemen onder controle kregen via de inplanting van een Cochleair implantaat.
In april 2019 ging hij als Market Access Manager voor de Benelux werken bij het Australische beursgenoteerde bedrijf Cochlear, dat gespecialiseerd is in de ontwikkeling van hoorimplantanten. Hij bleef in het bedrijf werken tot in 2025 en was er vanaf 2023 werd hij Director Global Advocacy. Ook was hij van 2021 tot 2023 directeur Geïntegreerde Zorg en van 2022 tot 2023 lid van de raad van bestuur van beMedTech, de Belgische federatie van de medische technologie-industrie. 
In 2012 kwam Beenders openlijk uit voor zijn homoseksuele geaardheid.
In 2021 publiceerde hij zijn eerste boek Mijn Hoorreis bij Willems Uitgevers. Dit boek gaat over zijn ervaringen als drager van een hoortoestel in combinatie met een cochleair implantaat. In 2023 verscheen zijn 2de boek: Gezien en Gehoord, een boek dat nadruk wil leggen op talenten met een visuele en auditieve beperking. Ook dit boek werd uitgegeven door Willems Uitgevers.
In februari 2025 keerde Beenders terug naar de actieve politiek. Hij werd voor Vooruit, de opvolger van sp.a, minister voor Consumentenbescherming, Gelijke Kansen, Personen met een handicap en Sociale Fraudebestrijding in de federale regering-De Wever.